# Mladí starostové a nezávislí
Mladí starostové a nezávislí (zkratka mSTAN) jsou mládežnickou politickou organizací s hodnotami hnutí STAN. Usilují o kultivaci politického prostředí a zasazují se o zapojování mladých do veřejného života v rámci hnutí Starostové a nezávislí. Jejím cílem je zaměřovat se na lokální politiku a tíživá témata v jednotlivých krajích Česka. Činnost spolku je zaměřena zejména na pořádání konferencí, seminářů a vzdělávacích akcí. Mezi další prioritní oblasti se řadí zprostředkování setkání a debaty s politiky, s čímž úzce souvisí zajišťování stáží v institucích politického systému. Nemalý důraz je kladen na spolupráci se zahraničními spolky a organizacemi podobného zaměření.
Členem spolku se může stát osoba mezi 15–36 lety.
V roce 2022 hnutí STAN ve svých stanovách zakotvilo hlasovací právo předsedy/předsedkyně spolku z titulu funkce na svých celostátních výborech a zároveň umožnilo do hnutí vstupovat lidem od 16 let.

## Historie
Spolek byl založen 29. 7. 2015 v Praze. Prvním předsedou se stal v roce 2015 Pavel Martiník (Středočeský kraj).
| Jméno a příjmení                      | Funkční období  |
| ------------------------------------- | --------------- |
| Pavel Martiník (Středočeský kraj)     | 2015–2016       |
| Erich Kříž (Karlovarský kraj)         | 2016–2018       |
| Kateřina Kapková (Hlavní město Praha) | 2018–2019       |
| Tomáš Pavelka (Olomoucký kraj)        | 2019–2024       |
| Zdena Kašparová (Olomoucký kraj)      | 2024–současnost |

## Organizační struktura
Nejvyšším orgánem spolku je sněm, který je svoláván každý rok. Jednou za dva roky delegáti sněmu volí nové předsednictvo. Do něj je voleno 7 členů, a to předseda/předsedkyně, I. místopředseda/místopředsedkyně, tři místopředsedové/místopředsedkyně, tajemník/tajemnice a zahraniční tajemník/tajemnice spolku. Předsednictvo se zpravidla setkává jednou měsíčně a řeší organizační věci spojené s chodem spolku a plánování celostátních akcí.
Dalším republikovým orgánem je výkonná rada. Ta se skládá ze členů a členek předsednictva a jednotlivých krajských předsedů/předsedkyň. Výkonná rada se setkává jednou za 3 měsíce a projednává potřeby krajských organizací, volební kampaně a schvaluje spolkový rozpočet.
| Jméno a příjmení                      | Pozice              |
| ------------------------------------- | ------------------- |
| Zdena Kašparová (Olomoucký kraj)      | Předsedkyně         |
| Daniel Čmelík (Jihomoravský kraj)     | I. místopředseda    |
| Martin Urbanec (Jihočeský kraj)       | Místopředseda       |
| Jiří Ptáčník (Moravskoslezský kraj)   | Místopředseda       |
| Julie Smejkalová (Hlavní město Praha) | Místopředsedkyně    |
| Pavel Pospíšek (Hlavní město Praha)   | Tajemník            |
| David Šoun (Hlavní město Praha)       | Zahraniční tajemník |

Spolek je dále členěn na krajské organizace, které jsou řízeny krajskou radou v čele s předsedou, ty mohou dále sdružovat oblastní kluby. Momentálně má mSTAN zastoupení ve všech krajích kromě Libereckého, zde je ale úzká spolupráce s mladými členy Starostů pro Liberecký kraj.
| Kraj                 | Předseda/Předsedkyně |
| -------------------- | -------------------- |
| Hlavní město Praha   | Julie Smejkalová     |
| Středočeský kraj     | Ondřej Červenka      |
| Ústecký kraj         | Patrik Mészáros      |
| Karlovarský kraj     | Daniel Stark         |
| Zlínský kraj         | Jan Ksiazkiewicz     |
| Olomoucký kraj       | Tomáš Pavelka        |
| Jihomoravský kraj    | Martin Vérteši       |
| Moravskoslezský kraj | Julie Šablaturová    |
| Jihočeský kraj       | Pavel Müller         |
| Plzeňský kraj        | Lada Pěchoučková     |
| Pardubický kraj      | Jan Horníček         |
| Královéhradecký kraj | Dominik Žilka        |
| Kraj Vysočina        | Vojtěch Šoula        |

Fungování spolku, jeho procesy a rozhodování kontroluje revizní komise, která je složena ze tří členů.

## Akce a činnost spolku
Činnost spolku je v zásadě v režii jednotlivých krajských organizací. Členové si v krajích organizují vlastní akce, debaty či exkurze do politických institucí. Také navazují spolupráci s ostatními mládežnickými organizacemi v rámci neformálních networkingů.
Celostátní činnost spolku je orientována na 2 velké akce ročně – letní a zimní camp (mSTANování). Na těchto akcích primárně členové jezdí na zkušenou do regionů a čerpají inspiraci z práce lokálních politiků a potkávají se napříč krajskými organizacemi. V průběhu roku spolek pro své členy pořádá řadu síťovacích setkání a vzdělávacích workshopů, na kterých se snaží připravovat mladé na jejich případné volené funkce. Vyvrcholením roku je vždy vánoční Den s mSTANem, který tradičně probíhá v Praze a nese se v duchu návštěv politických institucí a debat s politiky Starostů, závěrem bývá vánoční večírek.

## Názorové ukotvení
mSTAN je liberální mládežnickou organizací se středopravicovým ukotvením. V rámci svých aktivit podporují rovná práva pro všechny a LGBTQ+ komunitu. Celkově je spolek orientován proevropsky a členové vnímají součást ČR v Evropské unii jako přirozenou a potřebnou. 

## Asociace mládežnických politických organizací
Mladí starostové jsou jedním ze zakládajících členů Asociace mládežnických politických organizací (AMPO). Impuls pro vytvoření této platformy se objevil již v roce 2014, avšak oficiální založení asociace nastalo až ke konci roku 2024. AMPO si klade za cíl sdružovat politickou mládež a kultivovat tak politické prostředí skrze diskuze napříč názorovým spektrem. 
Mimo mSTAN jsou zakládajícími členy Mladí lidovci, TOP tým, Mladé Pirátstvo, Mladá ODS, Mladé ANO, Mladí Zelení a Mladí SOCDEM.